# LEN Europa Cup
La LEN Europa Cup è una competizione pallanuotistica internazionale per squadre nazionali organizzata dalla LEN. Istituita nel 2018 con cadenza annuale, viene disputata dalle migliori squadre europee determinate in base al loro ranking. Il suo formato prevede una fase a gironi seguita da una fase a eliminazione diretta (Super Final) che determina i piazzamenti finali. Generalmente questo torneo vale come qualificazione per la successiva World League.

## Torneo maschile

### Albo d'oro
| Anno | Sede              | Oro      | Argento | Bronzo |
| ---- | ----------------- | -------- | ------- | ------ |
| 2018 | Fiume, Croazia    | Croazia  | Spagna  | Italia |
| 2019 | Zagabria, Croazia | Ungheria | Croazia | Spagna |

### Medagliere
| Posizione | Paese    | Oro | Argento | Bronzo | Totale |
| --------- | -------- | --- | ------- | ------ | ------ |
| 1         | Croazia  | 1   | 1       | 0      | 2      |
| 2         | Ungheria | 1   | 0       | 0      | 1      |
| 3         | Spagna   | 0   | 1       | 1      | 2      |
| 4         | Italia   | 0   | 0       | 1      | 1      |

## Torneo femminile

### Albo d'oro
| Anno | Sede               | Oro         | Argento | Bronzo   |
| ---- | ------------------ | ----------- | ------- | -------- |
| 2018 | Pontevedra, Spagna | Grecia      | Russia  | Spagna   |
| 2019 | Torino, Italia     | Paesi Bassi | Russia  | Ungheria |

### Medagliere
| Posizione | Paese       | Oro | Argento | Bronzo | Totale |
| --------- | ----------- | --- | ------- | ------ | ------ |
| 1         | Grecia      | 1   | 0       | 0      | 1      |
| 1         | Paesi Bassi | 1   | 0       | 0      | 1      |
| 3         | Russia      | 0   | 2       | 0      | 2      |
| 4         | Spagna      | 0   | 0       | 1      | 1      |
| 4         | Ungheria    | 0   | 0       | 1      | 1      |